# Jhungian
Jhungian (em punjabi: ਝੁਗੀਆਂ) é uma aldeia no distrito de Shaheed Bhagat Singh Nagar, do estado de Punjab, Índia. Ela está localizada a 3,4 quilómetros de distância da sede postal de Balachaur, a 26 quilómetros de Nawanshahr, a 34,9 quilómetros da sede do distrito Shaheed Bhagat Singh Nagar e a 74 quilómetros da capital Chandigarh. A aldeia é administrada por um Sarpanch, um representante eleito da aldeia.

## Demografia
Desde 2011, Jhungian tem um número total de 5 casas e uma população de 16 elementos, dos quais 8 são do sexo masculino e 8 são do sexo feminino de acordo com o relatório publicado pelo Censo da Índia em 2011. A taxa de alfabetização de Jhungian é 76,92%, superior à media do estado, que é de 75,84%. A população de crianças sob a idade de 6 anos é de 3, que é 18.75% da população total de Jhungian, e a relação do sexo das criança é aproximadamente 0, quando comparada à média do estado de Punjab de 846. A maioria das pessoas é de Schedule Caste. De acordo com o relatório publicado pelo Censo da Índia em 2011, 5 pessoas estavam envolvidas em actividades de trabalho fora da população total de Jhungian que inclui 5 homens e 0 mulheres. De acordo com o relatório de pesquisa de censo de 2011, 100% dos trabalhadores descrevem seu trabalho como principal trabalho e 0% dos trabalhadores estão envolvidos na actividade marginal, que forneceria subsistência por menos de 6 meses.

## Transporte
A estação ferroviária de Nawanshahr é a estação de comboio mais próxima, no entanto, a estação ferroviária de Garhshankar Junction fica a 32 quilómetros de distância da aldeia. O Aeroporto de Sahnewal é o aeroporto doméstico mais próximo, encontrando-se a 73 quilómetros, em Ludhiana, e o aeroporto internacional mais próximo fica situado em Chandigarh. Outro aeroporto internacional, o de Sri Guru Ram Dass Jee, é o segundo aeroporto internacional mais próximo, que fica a 178 quilómetros.